# Thesprotes
Les Thesprotes (en grec ancien Θεσπρωτοί / Thesprôtoi) sont dans l'Antiquité l'une des trois grandes tribus (ethnê) de l'Épire avec les Molosses et les Chaoniens.

## Géographie
Strabon place le territoire des Thesprotes, eux-mêmes divisés en plusieurs tribus, sur la côte sud-ouest de l'Épire. La Thesprotie s'étend entre le golfe Ambracique au sud, jusqu'à la Thiamis au nord, et entre les montagnes du Pinde à l'ouest et la mer Ionienne à l'est. Selon la légende, le pays tire son nom du chef pélasge Thesprotos, qui a bâti la capitale Cichyros (Éphyre). Les autres villes importantes sont : Pandosie, Titanè, Cheimerion, Toryne, Phanote, Cassope, Photice, Bouchète, Batiée et Thesprotie. 
Les Thesprotes sont voisins des Chaoniens, à leur frontière nord-est, et des Molosses, à leur frontière nord. 

## Mythologie
Selon la Telegonie, Ulysse est venu sur la terre de Thesprotie où il est resté pendant un certain nombre d'années. Il y épouse la reine de Thesprotie, Callidice, et a un fils avec elle, prénommé Polypoétès. Ulysse mène les Thesprotes dans une guerre contre les Bryges mais perd la bataille parce qu'Arès était du côté ce des derniers. Athéna soutient Ulysse en engageant le dieu de la guerre dans une autre confrontation jusqu'à ce qu'Apollon les sépare. À la mort de Callidice, Ulysse rentre chez lui à Ithaque, laissant son fils Polypoétès régner sur la Thesprotie.

## Histoire
Homère mentionne la Thesprotie dans l'Odyssée. Durant les Siècles obscurs, les Thesprotes envahissent l'Éolie à laquelle ils auraient donné le nom de Thessalie, par allusion à Thessalos, leur antique chef légendaire, descendant d'Héraclès, et la divisent en quatre districts : la Thessaliotide, la Phthie, la Pélasgiotide et l'Histiéotide.
Selon Strabon et Plutarque, les Thesprotes sont, avec les Chaoniens et les Molosses, les plus importantes parmi les quatorze tribus d'Épire. Une inscription de Goumani, datée de la seconde moitié du IVe siècle av. J.-C. nous apprend que leurs institutions sont semblables à celles des autres tribus épirotes de l'époque : prostatès (« protecteur »), grammateus (« secrétaire »), synarchontes (« codirigeants »), etc.

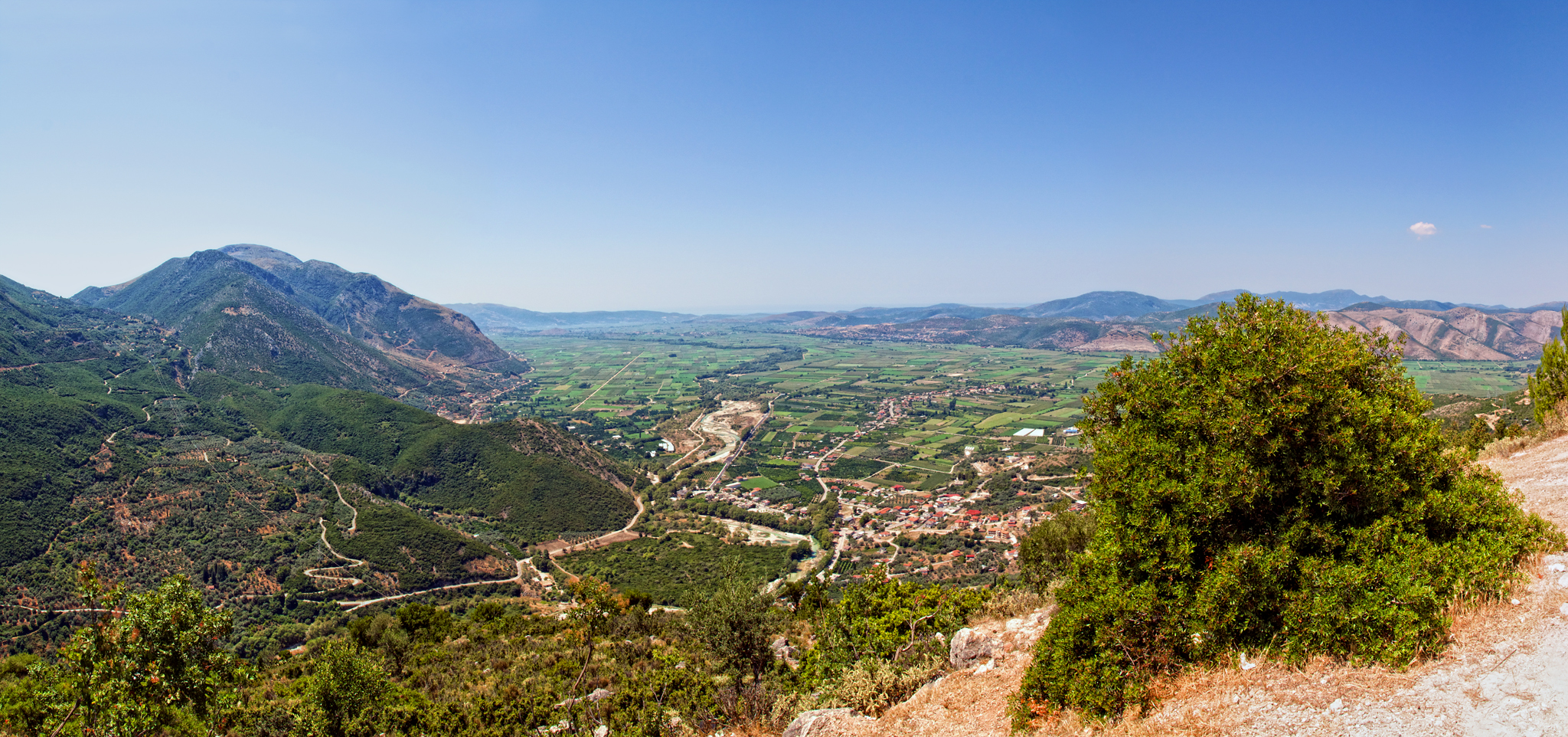
La plaine de l'Achéron, richesse des Thesprotes.

Les tribus épirotes, y compris les Thesprotes, pratiquent la même religion que les autres Grecs, avec Zeus comme divinité principale. Leur centre religieux est à Dodone, le plus ancien sanctuaire panhellénique de Grèce et l'un des principaux oracles du monde grec. Les Thesprotes contrôlent le sanctuaire de Dodone avant qu'il ne soit pris par les Molosses au cours du Ve siècle av. J.-C. et reçoivent donc des ambassadeurs religieux (thèores), comme indiqué dans les catalogues de théorodokoi, et participent aux jeux et festivals panhelléniques.
Au Ve siècle av. J.-C., les Thesprotes sont alliés aux Corinthiens qui ont fondé des colonies sur la côte épirote. D'après Thucydide, ils perdent leur royauté avant 429 av. J.-C., comme les Chaoniens. Durant la guerre du Péloponnèse, ils sont alliés à Athènes. Vers 400, Cassopée et Dodone, à l'est de la Thesprotie, sont occupées par les Molosses. Au milieu du Ve siècle av. J.-C., est formée la Ligue des Thesprotes qui est allié à la Macédoine entre 343 et 300. Les Thesprotes rejoignent la Ligue des Molosses vers 300 puis la Ligue épirote entre 220 et 167. Après que l'Épire soit conquise par les Romains, ils font partie de la province de Macédoine de 148 à 27 av. J.-C., avant d'être intégrés à la province d'Achaïe. Ils se fondent alors parmi les autres Grecs.